# Monsenhor Paulo
Monsenhor Paulo est une municipalité brésilienne de l'État du Minas Gerais et la microrégion de Varginha.